# Whenever, Wherever
Whenever, Wherever – pierwszy anglojęzyczny singel kolumbijskiej piosenkarki pop-rockowej Shakiry promujący jej album Laundry Service. Został też nagrany w języku hiszpańskim, pt. "Suerte".

## Sprzedaż
| Kraj          | Certifikat   | Data             | Sprzedaż  |
| ------------- | ------------ | ---------------- | --------- |
| Australia     | 3 x Platinum | 2002             | 210,000   |
| Austria       | Platinum     | 4 kwietnia 2002  | 40,000    |
| Belgia        | 2 x Platinum | 27 kwietnia 2002 | 100,000   |
| Francja       | Diamond      | 11 sierpnia 2002 | 970,000   |
| Niemcy        | Platinum     | 2002             | 300,000   |
| Niderlandy    | Platinum     | 2002             | 60,000    |
| Nowa Zelandia | Platinum     | 31 marca 2002    | 15,000    |
| Norwegia      | 3 x Platinum | 2002             | 30,000    |
| Szwecja       | 2 x Platinum | 11 marca 2002    | 40,000    |
| Szwajcaria    | 2 x Platinum | 2002             | 80,000    |
| UK            | Gold         | 5 kwietnia 2002  | 575,000   |
| USA           | Platinum     | 2002             | 1,000,000 |
| World         | 4 x Platinum | 2002             | 9,000,000 |

## Lista utworów
12" vinyl single
1. "Whenever, Wherever" (album version) – 3:16
2. "Whenever, Wherever" (Tracy Young's Spin Cycle mix) – 7:03
3. "Whenever, Wherever" (a cappella) – 3:37
4. "Whenever, Wherever" (Tee's Blue Dub New version) – 7:37
5. "Whenever, Wherever" (The Dark Side of the Moon mix) – 7:45

CD maxi single
1. "Whenever, Wherever" – 3:16
2. "Suerte (Whenever, Wherever)" – 3:14
3. "Whenever, Wherever" (Tracy Young's Spin Cycle mix) – 7:03

CD single
1. "Whenever, Wherever" – 3:16
2. "Suerte (Whenever, Wherever)" – 3:14

## Notowania
| Notowanie                          | Max Pozycja |
| ---------------------------------- | ----------- |
| Australia                          | 1           |
| Austria                            | 1           |
| Europa                             | 1           |
| Kanada                             | 4           |
| Francja                            | 1           |
| Japonia                            | 8           |
| Niemcy                             | 1           |
| Norwegia                           | 1           |
| Polska                             | 1           |
| Szwecja                            | 1           |
| Świat                              | 1           |
| Meksyk                             | 1           |
| Hiszpania                          | 1           |
| Włochy                             | 1           |
| Wielka Brytania                    | 2           |
| US Billboard Hot 100               | 1           |
| U.S. Billboard Hot Dance Club Play | 6           |
| U.S. Billboard Pop 100             | 1           |